# بوستان شهید توکلی
•
به منظورافزایش سطح فضای سبز منطقه وایجاد فرصت‌های تفریحی، اجتماعی و ورزشی برای شهروندان وجوانان منطقه، بوستان شهید توکلی دریکی ازپرجمعیت‌ترین ومستعدترین محلات منطقه احداث و به بهره برداری رسید. این بوستان با وسعت ۱۴۰۰۰ مترمربع شامل زمین بازی کودکان، آبنما، سرای محله دهقان، بازار میوه و تره بار نظام آباد است، این بوستان درانتهای خیابان شهید مدنی واقع شده که دارای فضاهای متعدد ورزشی تفریحی واجتماعی است.